# 武德潤
武德潤（1926年4月—1998年2月20日），是越南共和國陸軍准將。
1975年4月30日，武德潤撤離越南，後前往前往美國弗吉尼亞州定居。1998年2月20日，武德潤去世，享年72歲。